# Bách vàng
Bách vàng hay còn gọi là bách vàng Việt Nam, hoàng đàn vàng Việt Nam, trắc bách Quản Bạ hoặc cây ché ,(có danh pháp khoa học là Callitropsis vietnamensis) là một loài cây thân gỗ trong họ Hoàng đàn (Cupressaceae), có nguồn gốc tại khu vực huyện Quản Bạ thuộc tỉnh Hà Giang, Miền bắc Việt Nam. Nó được tìm thấy vào tháng 10 năm 1999, và khi đó đã được mô tả như là một chi mới và có danh pháp khoa học là Xanthocyparis vietnamensis, có quan hệ họ hàng rất gần với bách Nootka (Callitropsis nootkatensis), là loài sau đó cũng được chuyển sang chi mới này (Farjon & Hiệp N.T và những người khác, năm 2002). Sau đó, Little và những người khác (năm 2004) chỉ ra rằng tên chi ban đầu Callitropsis đã được lấy theo danh pháp khoa học của loài bách Nootka, vì thế họ lại chuyển cây bách vàng về chi này. Hiện chỉ còn khoảng 100 cây còn sống.

## Đặc điểm
Trên cùng một cây có hai dạng lá khác nhau rõ rệt. Các cành có dạng vảy, dẹt, nhọn, sắc, mọc xen lẫn với các cành có lá kim dài, dẹt, xếp thành vòng gồm 4 lá. Nón quả trông tương tự như  loài hoàng đàn giả nhưng lại chỉ có 4 vảy mọc từ gốc cành lá chứ không phải từ đỉnh cành như những loài hoàng đàn có lá vảy dẹt. Mọc ở khu vực vùng núi đá vôi trên độ cao 700 đến 1.500 m, nhiều nắng và mưa.

## Sử dụng
Loài này có gỗ tốt, thơm, không bị mối mọt. Người dân địa phương dùng gỗ hoàng đàn vàng làm đồ thờ. Họ cho rằng mùi hương của thứ gỗ này có thể giữ được xác không bị hư hỏng. Vì vậy, những cây lớn sống ở cao độ thấp hầu như đã bị đốn hạ hoàn toàn, chỉ còn lại những cây nhỏ, cong queo, cây lớn nhất đường kính khoảng 40 cm.
Trên hiện trường thực tế, hoàng đàn vàng có ra nón và kết hạt nhưng không tìm thấy cây con tái sinh. Như vậy cho dù khoanh vùng bảo vệ tốt, loài này vẫn đứng trước nguy cơ tuyệt chủng. Theo tiêu chuẩn của IUCN thì hiện trạng của loài này được xếp ở cấp CR (Critically Endangered – Cực kỳ nguy cấp).